# 17050 Weiskopf
A 17050 Weiskopf (ideiglenes jelöléssel 1999 FX45) a Naprendszer kisbolygóövében található aszteroida. A LINEAR projekt keretében fedezték fel 1999. március 20-án.